# Kham Ta Kla (huyện)
Kham Ta Kla (tiếng Thái: คำตากล้า) là một huyện (amphoe) ở phía bắc của tỉnh Sakon Nakhon, đông bắc Thái Lan.

## Địa lý
Các huyện giáp ranh (từ phía đông nam theo chiều kim đồng hồ) là: Akat Amnuai, Wanon Niwat, Ban Muang của tỉnh Sakon Nakhon, Phon Charoen và Seka của tỉnh Nong Khai.

## Lịch sử
Tiểu huyện (king amphoe) đã được lập ngày 15 tháng 9 năm 1976, khi ba tambon Kham Ta Kla, Nong Bua Sim và Na Tae được tách ra từ Wanon Niwat. Đơn vị này đã được nâng cấp thành huyện ngày 13 tháng 7 năm 1981.

## Hành chính
Huyện này được chia thành 4 phó huyện (tambon), các đơn vị này lại được chia ra thành 57 làng (muban). Kham Ta Kla là một thị trấn (thesaban tambon) nằm trên một phần của tambon Kham Ta Kla. Có 4 Tổ chức hành chính tambon.
| STT. | Tên          | Tên Thái | Số làng | Dân số |  |
| ---- | ------------ | -------- | ------- | ------ |  |
| 1.   | Kham Ta Kla  | คำตากล้า  | 15      | 11.259 |  |
| 2.   | Nong Bua Sim | หนองบัวสิม | 15      | 8.473  |  |
| 3.   | Na Tae       | นาแต้     | 12      | 8.254  |  |
| 4.   | Phaet        | แพด      | 15      | 9.916  |  |